# Giuseppe Castiglione (calciatore)
Giuseppe Castiglione (Grotte, 28 gennaio 1970) è un ex calciatore italiano, di ruolo centrocampista.

## Carriera
Conta 104 presenze in Serie B con le maglie di Avellino, Pistoiese e Ancona.

## Palmarès
- Campionato Interregionale: 1

Agrigento Hinterland: 1991-1992 (girone L)